# NGC 5759
NGC 5759 ist eine 14,3 mag helle irreguläre Galaxie vom Hubble-Typ I im Sternbild Bärenhüter und etwa 377 Millionen Lichtjahre von der Milchstraße entfernt. 
Sie steht in starker gravitationeller Wechselwirkung mit dem Nicht-NGC-Objekt PGC 200319 und wurde am 7. Juni 1880 von Édouard Stephan entdeckt.